# Busbetrieb Grenchen und Umgebung
Der Busbetrieb Grenchen und Umgebung (BGU) ist ein regionaler Nahverkehrsbetrieb im Kanton Solothurn in der Schweiz. Seit 1975 eine Aktiengesellschaft, ist das Unternehmen mehrheitlich in öffentlicher Hand (Kantone Bern und Solothurn, Gemeinden der Region Grenchen).
Dreizehn Linien mit einer Gesamtlänge von 77,684 Kilometern erschliessen neben der Stadt Grenchen auch die Orte Lengnau BE, Bettlach SO, Selzach, Altreu, Lommiswil, Arch, Büren a. A., Rüti b.B. sowie den Grenchenberg. Mit 20 Bussen und 42 Mitarbeitern werden jährlich 2'186'067 Passagiere befördert.

## Geschichte
1918 wurde das erste Mal versucht, in Grenchen einen Busbetrieb einzuführen. Dieser Betrieb überlebte aufgrund finanzieller Probleme allerdings nur drei Jahre. Erst 1945 wurde erneut ein Busbetrieb gegründet, unterstützt durch die ortsansässige Uhrenindustrie konnte dabei sogar auf kantonale und staatliche Subventionen verzichtet werden. Infolge der Uhrenkrise wurde es auch für den Busbetrieb finanziell eng, darum wurde 1975 die heutige Aktiengesellschaft gegründet. Diese wurde in ihrer Form seit damals nicht verändert, jedoch gab es sukzessive immer mehr Fortschritte bezüglich Fahrplan und Busflotte.

## Liniennetz
| Linie | Strecke                                                                                               |
| ----- | --- |
| 21    | Grenchen Lingeriz – Grenchen Postplatz – Bahnhof Grenchen Süd – Grenchen Gummenweg                    |
| 22    | Grenchen Holzerhütte – Grenchen Postplatz – Bahnhof Grenchen Süd – Grenchen BBZ                       |
| 23    | Grenchen Allmend – Bahnhof Grenchen Nord – Bahnhof Grenchen Süd – Flughafen                           |
| 24    | Grenchen Weinbergstrasse – Grenchen Postplatz – Bahnhof Grenchen Süd – Bettlach Post                  |
| 25    | Grenchen Monbijou – Bahnhof Grenchen Nord – Grenchen Postplatz – Bahnhof Grenchen Süd – Bettlach Post |
| 26    | Bahnhof Grenchen Süd – Grenchen Postplatz – Bettlach Post – Bahnhof Bettlach                          |
| 27    | Grenchen Postplatz – Bahnhof Grenchen Süd – Staad                                                     |
| 29    | Grenchen Allmend – Grenchen Postplatz – Bahnhof Grenchen Süd – Grenchen Gummenweg (Abendkurs)         |
| 30    | Grenchen Lingeriz – Grenchen Postplatz – Bahnhof Grenchen Süd – Bettlach Post (Abendkurs)             |
| 31    | Bahnhof Bettlach – Bettlach Post – Bettlach Allmend                                                   |
| 32    | Grenchen Sonnmatt – Bahnhof Grenchen Süd – Grenchen Postplatz – Altreu – Selzach – Lommiswil          |
| 33    | Grenchen Oele – Bahnhof Grenchen Süd – Flughafen – Arch – Rüti bei Büren – Büren an der Aare          |
| 34    | Grenchen Postplatz – Bahnhof Grenchen Süd – Grenchen Sonnmatt – Lengnau                               |
| 38    | Bahnhof Grenchen Süd – Grenchen Postplatz – Holzerhütte – Unterer Grenchenberg                        |

## Fahrzeuge

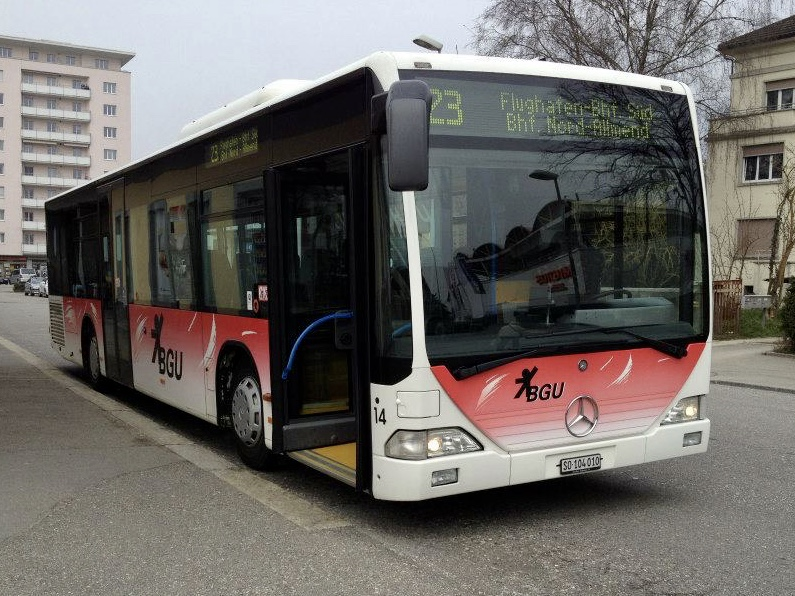
Letzter Citaro I Nr. 14 der noch bei der BGU unterwegs war.
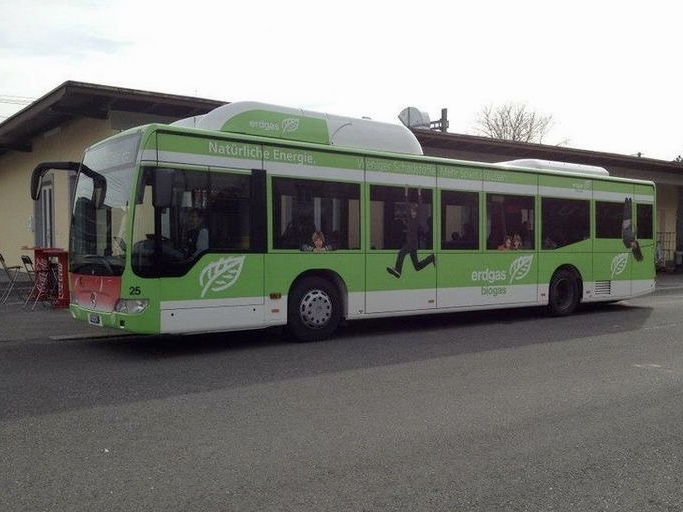
Der Citaro Facelift CNG 25 mit Erdgas Vollwerbung.
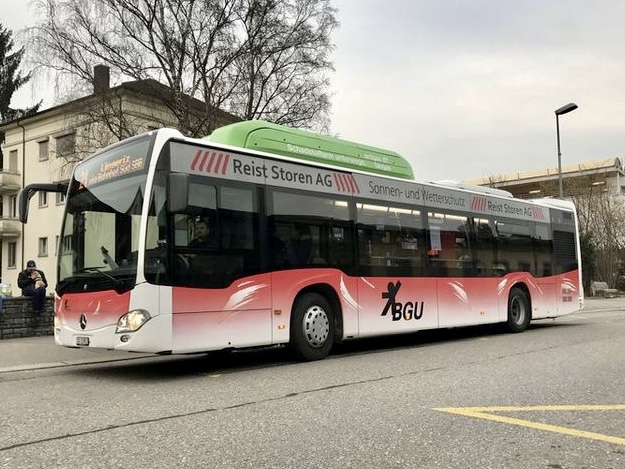
Der Citaro C2 NGT 29 beim Bhf Grenchen Süd.
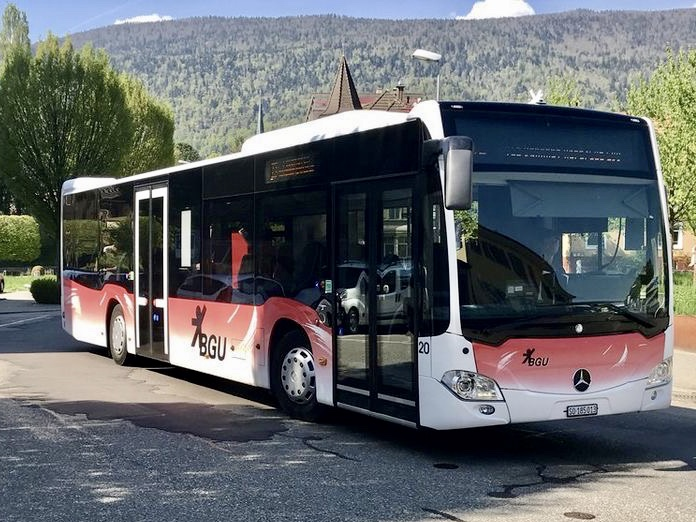
Citaro C2 Ü 20 in Grenchen.
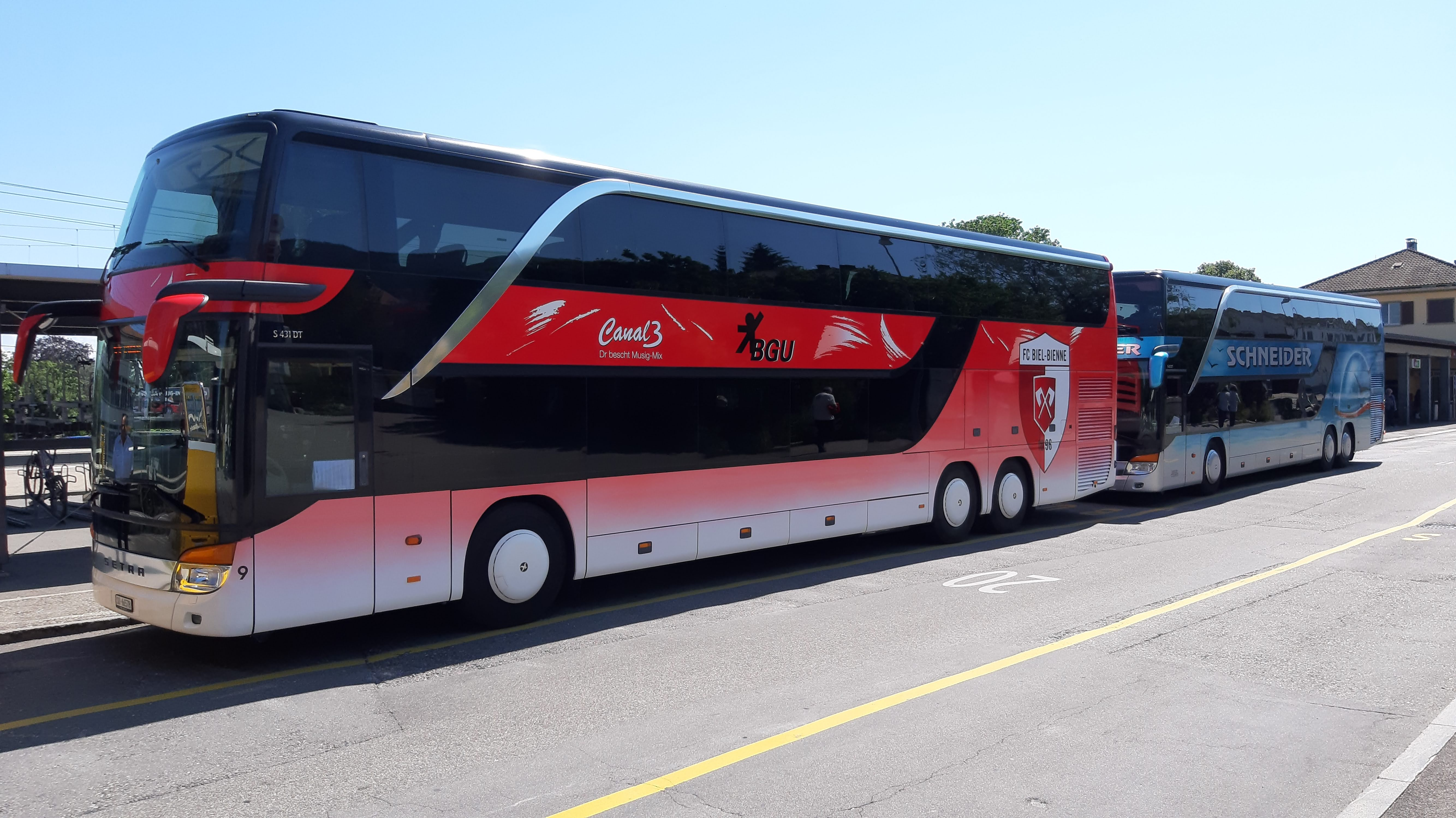
Setra S431 DT BGU Grenchen im Einsatz als Bahnersatz beim Bahnhof Grenchen Süd.

Die Busflotte besteht grösstenteils aus Citaro C2 NGT, im Jahr 2019 wurde die erste Serie Facelift CNG (Nr. 21-23) durch C2 NGT (21-23) abgelöst, und im Jahr 2021 wurden die restlichen Facelift CNG (24-27) und der Citaro Ü (14) durch neue C2 NGT Hybrid (24-27, 32) ersetzt. Zudem gibt es noch 2 Gelenkbusse, einen Citaro Facelift mit Erdgasantrieb (Nr. 28) und einen Diesel Citaro C2 G (Nr. 8). Zusätzlich gibt es noch einen Diesel C2 Ü (Nr. 20), der auf dem BGU-Netz verkehrt, aber auch für Extrafahrten ausserhalb des BGU Netzes eingesetzt werden kann. Im Jahr 2022 kam ein Elektrobus von HESS (35) zur Flotte, um 3 Jahre zu testen. Für Schülerkurse besass die BGU einen Setra 431 DT (Nr. 9), der Ende 2021 durch einen Setra 531 DT ersetzt wurde.
| 1  | Mercedes-Benz | Sprinter 316 CDI      | 2020 |                                           |
| 4  | Mercedes-Benz | Sprinter 316 CDI      | 2017 |                                           |
| 5  | Mercedes-Benz | Sprinter 316 CDI      | 2013 |                                           |
| 8  | Mercedes-Benz | Citaro C2 G           | 2015 |                                           |
| 9  | Setra         | 531 DT                | 2021 | Hauptsächlich Schülerkurse und Bahnersatz |
| 10 | Mercedes-Benz | Sprinter 519 KA 4x4   | 2011 |                                           |
| 15 | Mercedes-Benz | Sprinter 519 BT 4x4   | 2015 |                                           |
| 16 | Mercedes-Benz | Citaro C2 NGT         | 2017 | Erdgas Vollwerbung                        |
| 18 | Mercedes-Benz | Sprinter 519 BT 4x4   | 2016 |                                           |
| 20 | Mercedes-Benz | Citaro C2 Ü           | 2017 | Auch für Extrafahrten                     |
| 21 | Mercedes-Benz | Citaro C2 NGT         | 2018 |                                           |
| 22 | Mercedes-Benz | Citaro C2 NGT         | 2018 |                                           |
| 23 | Mercedes-Benz | Citaro C2 NGT         | 2018 |                                           |
| 24 | Mercedes-Benz | Citaro C2 NGT Hybrid  | 2021 | Libero Vollwerbung                        |
| 25 | Mercedes-Benz | Citaro C2 NGT Hybrid  | 2021 | Erdgas Vollwerbung                        |
| 26 | Mercedes-Benz | Citaro C2 NGT Hybrid  | 2021 |                                           |
| 27 | Mercedes-Benz | Citaro C2 NGT Hybrid  | 2021 |                                           |
| 28 | Mercedes-Benz | Citaro Facelift G CNG | 2014 | Erster Gelenkbus in Grenchen              |
| 29 | Mercedes-Benz | Citaro C2 NGT         | 2016 | Erster Bus der C2 NGT Serie               |
| 30 | Mercedes-Benz | Citaro C2 NGT         | 2016 | Baloise Vollwerbung                       |
| 31 | Mercedes-Benz | Citaro C2 NGT         | 2017 |                                           |
| 32 | Mercedes-Benz | Citaro C2 NGT Hybrid  | 2021 |                                           |
| 33 | Mercedes-Benz | Sprinter 316 CDI      | 2018 |                                           |
| 34 | Mercedes-Benz | Citaro C2 NGT Hybrid  | 2019 | Erster C2 NGT mit Hybrid-Antrieb          |
| 35 | HESS          | lighTram 12 plug      | 2022 | Elektrobus Probefahrzeug für 3 Jahre      |
| 71 | Mercedes-Benz | Citaro C2 G           |      | Mietfahrzeug in weiss                     |

### Ehemalige Fahrzeuge
| 5  | Mercedes-Benz | O 405 N             | 1998 | Bei Buchard, Leytron            |
| 8  | MAN           | NM 223              | 2004 |                                 |
| 9  | Mercedes-Benz | Citaro              | 2003 |                                 |
| 9  | Setra         | 431 DT              | 2011 |                                 |
| 11 | Mercedes-Benz | Citaro              | 2003 | Baloise Vollwerbung             |
| 14 | Mercedes-Benz | O 405 N             | 1998 |                                 |
| 14 | Mercedes-Benz | Citaro Ü            | 2004 |                                 |
| 15 | Mercedes-Benz | Citaro L            | 1999 |                                 |
| 16 | Mercedes-Benz | O 405               | 1998 |                                 |
| 16 | Mercedes-Benz | Citaro CNG          | 2006 |                                 |
| 17 | Mercedes-Benz | Citaro              | 2002 |                                 |
| 20 | Mercedes-Benz | O 405               | 1998 |                                 |
| 20 | Mercedes-Benz | Citaro              | 2005 |                                 |
| 21 | Mercedes-Benz | Citaro Facelift CNG | 2007 | 2019 nach Blagoevgrad Bulgarien |
| 22 | Mercedes-Benz | Citaro Facelift CNG | 2007 | 2019 nach Blagoevgrad Bulgarien |
| 23 | Mercedes-Benz | Citaro Facelift CNG | 2008 | 2019 nach Blagoevgrad Bulgarien |
| 24 | Mercedes-Benz | Citaro Facelift CNG | 2009 | Libero Vollwerbung              |
| 25 | Mercedes-Benz | Citaro Facelift CNG | 2009 | Erdgas Vollwerbung              |
| 26 | Mercedes-Benz | Citaro Facelift CNG | 2010 |                                 |
| 27 | Mercedes-Benz | Citaro Facelift CNG | 2010 |                                 |
| 32 | Mercedes-Benz | Citaro G            | 2002 | Ex Biel – Meinisberg            |
| 33 | Mercedes-Benz | Citaro G            | 2002 | Ex Biel – Meinisberg            |